# Gertrud Kolmar
Gertrud Kolmar, pseudoniem van Gertrud Käthe Chodziesner, (Berlijn, 10 december 1894 — waarschijnlijk Auschwitz-Birkenau, voorjaar 1943) was een Duitse dichteres van Joodse komaf.

## Levensloop
Gertrud Kolmar was de dochter van een Berlijns advocaat, Ludwig Chodziesner. Het pseudoniem Kolmar nam ze bij de publicatie van haar eerste gedichten in 1917 aan. In Elbisbach ging ze in 1911 naar een meisjesschool. Ze werd lerares Engels en Duits, en beheerste ook Russisch. Haar relatie met een officier eindigde met een abortus. Tijdens de Eerste Wereldoorlog werkte ze in Döberitz in een krijgsgevangenenkamp, waar ze voor de censuur instond. In 1923 verhuisde ze met haar familie naar Falkensee en werkte als opvoedster voor verschillende
gezinnen in Berlijn en Hamburg. Ze trok in 1927 naar Parijs en Dijon, maar moest in 1928 het huishouden van haar ouders beredderen nadat haar moeder ziek was geworden.
In 1938 verplichtte de nazistische overheid de familie, die joods was, haar huis te verkopen en naar de Berlijnse wijk Schöneberg te verhuizen, waar ze allen in een jodenhuis introkken. Kolmar, wier gedichtbundels sinds 1938 verboden waren en die vooral in literaire tijdschriften had gepubliceerd, moest in juli 1941 als dwangarbeidster in de wapenindustrie aan de slag. In 1943 stierf haar vader in Theresienstadt, en zijzelf werd op 2 maart van dat jaar naar Auschwitz gedeporteerd, waar ze op een onbekende datum en in duistere omstandigheden overleed. Naar verluidt had zij zich op het martelaarschap voorbereid.
Vormelijk houdt Kolmar aan traditionele versvormen vast, maar haar stijl is, vanaf haar latere werk, bijzonder krachtig en vastberaden. Ofschoon neigend naar het mystieke en zoekend naar verbondenheid met de natuur, spreekt uit haar werk een grote expressiviteit en onbuigzaamheid tegenover de terreur van het antisemitisme. Daar tijdens haar leven slechts weinig van haar werk gepubliceerd werd, kwam haar roem pas postuum: de publicatie van Das lyrische Werk, in 1955, openbaarde het meesterschap van deze dichteres. In het bijzonder haar Preußische Wappen-bundel (geïnspireerd door een album met wapenschilden uitgegeven door een koffiemerk) is bekend geworden. Zij is een der weinigen, naast misschien Nelly Sachs, die openlijk over de Holocaust schrijven, hoewel Kolmar die uiteraard niet heeft overleefd.

## Werken
- 1917 Gedichte
- 1934 Preußische Wappen
- 1938 Die Frau und die Tiere
- 1960 Das lyrische Werk

## Vertalingen
- „Een joodse moeder" (Vertaald door Frédérique van der Velde) Goossens, Tricht, 1984.
- „Vier gedichten uit 'Preußische Wappen'" (Vertaald door Erik de Smedt) in: nY 7 (2010).

- Biblioteca Nacional de España: XX1183323
- Bibliothèque nationale de France: cb120266913 (data)
- Catàleg d'autoritats de noms i títols de Catalunya: 981058520245306706
- CiNii: DA05137578
- Gemeinsame Normdatei: 118564951
- International Standard Name Identifier: 0000 0003 6855 5240
- Library of Congress Control Number: n84118779
- Nationale Bibliotheek van Tsjechië: kup20010000050173
- Nationale Bibliotheek van Israël: 987007263821205171
- Nationale Bibliotheek van Polen: a0000001196056
- Nederlandse Thesaurus van Auteursnamen: 068365977
- SNAC: w6kz0qgq
- Système universitaire de documentation: 028429834
- Virtual International Authority File: 64019791
- WorldCat: E39PBJvXcVhwPxqtDQqFD4X68C